# Pala Baglioni

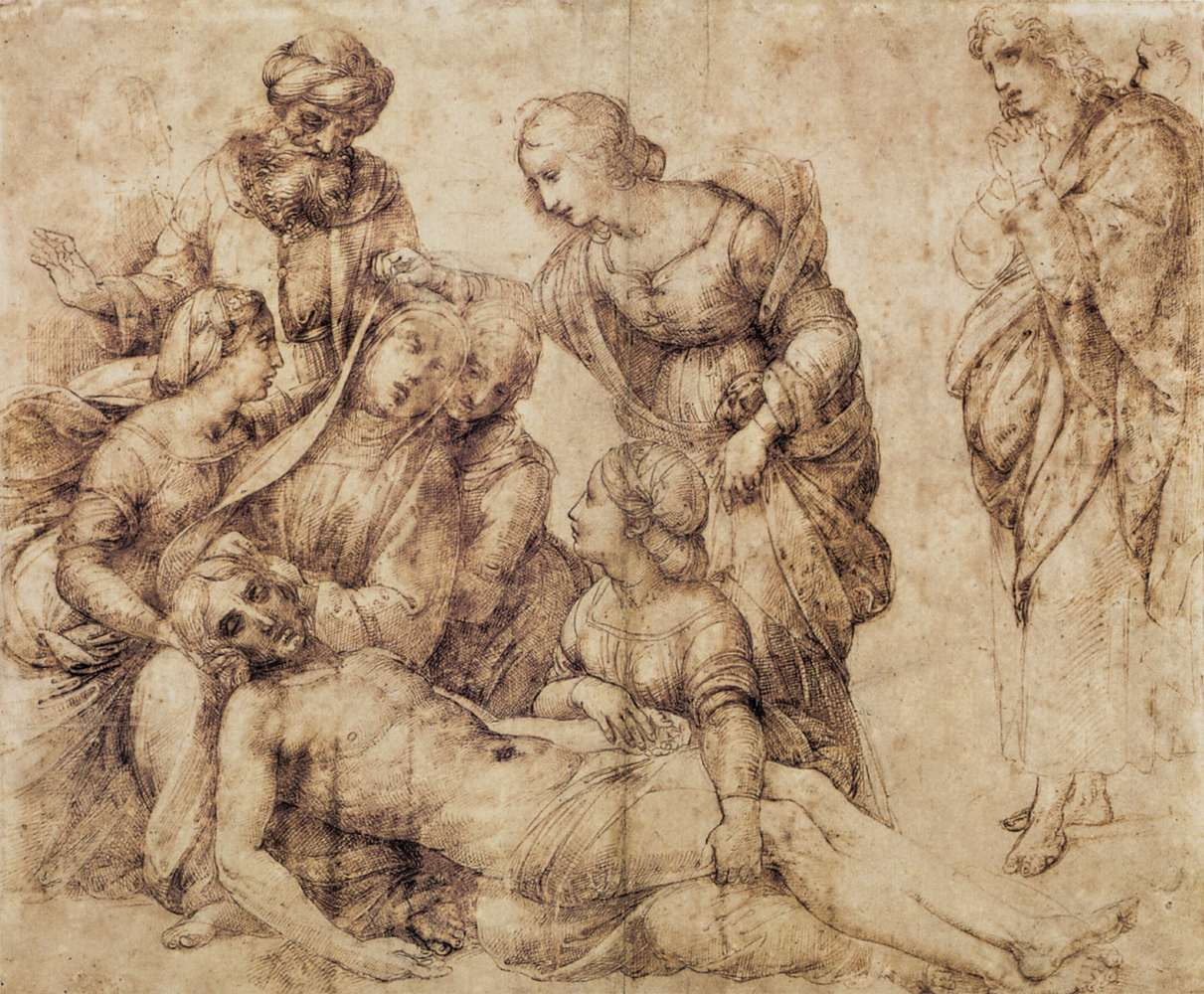
Disegno preparatorio per il Compianto, 1505 circa

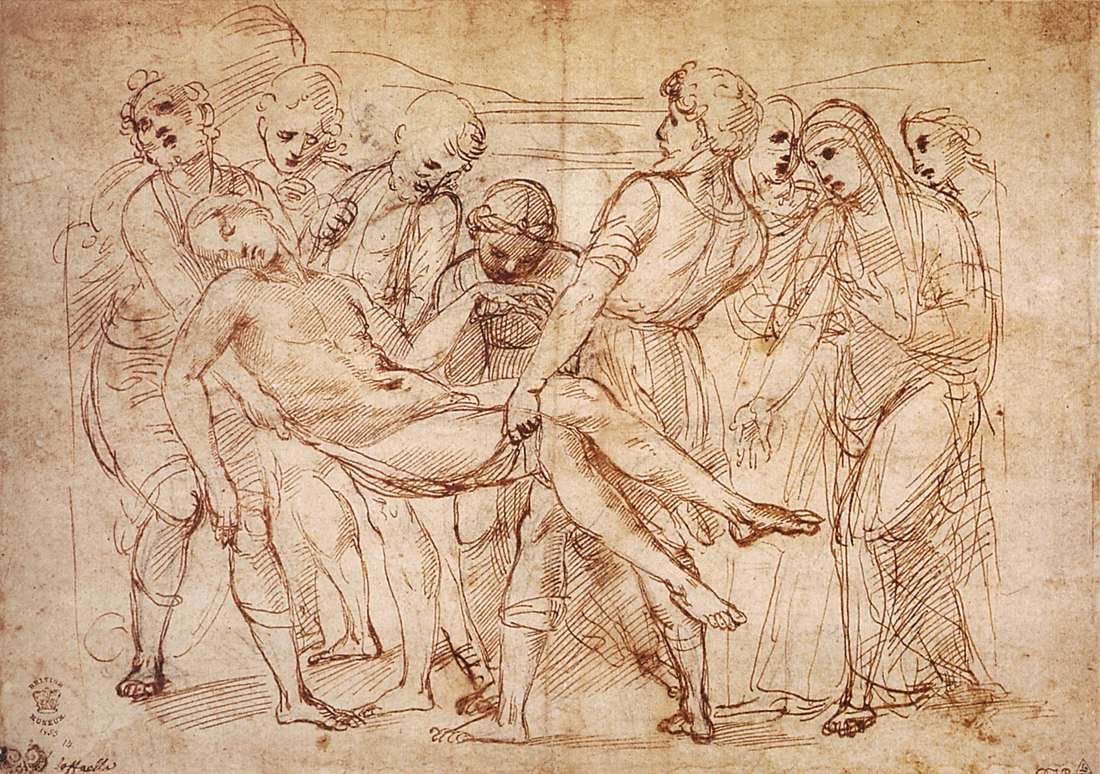
Studio per la Deposizione Borghese, 1507 circa

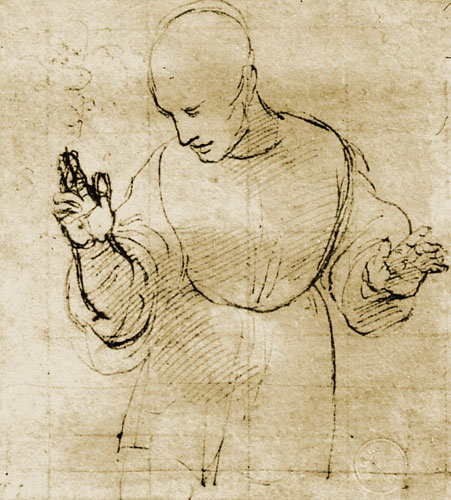
Studio per lEterno benedicente

La Pala Baglioni è un dipinto smembrato di Raffaello a olio su tavola, datato 1507 e firmato (RAPHAEL URBINAS MDVII). La parte centrale, il trasporto del Cristo morto si trova nella Galleria Borghese a Roma, mentre altri scomparti sono stati riconosciuti in altri musei. 

## Storia
La pala d'altare, stando alle notizie riportate da Vasari, venne commissionata da Atalanta Baglioni, una nobile signora della celebre famiglia perugina. Il soggetto della pala centrale, la Deposizione di Cristo, piuttosto inconsueto, venne probabilmente dettato dalla volontà di omaggiare il figlio della donna, Federico detto 'Grifonetto' (dal nome del padre Grifone, ucciso nel 1477), assassinato nel corso di alcuni fatti di sangue interni alla stessa famiglia per il dominio di Perugia. Nella notte del 3 luglio del 1500 Grifonetto era stato infatti coinvolto in una congiura in cui vennero uccisi nel sonno tutti i parenti maschi rivali, in occasione delle nozze di suo cugino Astorre Baglioni con la nobile romana Lavinia Colonna. Grifonetto chiese poi aiuto ai suoi stessi familiari, ma la madre, inorridita per l’accaduto, non lo soccorse. Il giorno dopo, Giampaolo, il fratello di Astorre miracolosamente scampato alla strage fuggendo nella vicina Marsciano, tornò a Perugia assieme ad altri cavalieri e uccise Grifonetto in Corso Vannucci. Poco prima di morire, però, il giovane venne raggiunto dalla madre assieme alla moglie Zenobia, riuscendo a scambiarsi un mutuo perdono: ormai incapace di parlare, il moribondo toccò la mano della madre in segno di assenso al perdono anche dei suoi assassini. I vestiti insanguinati dell'uomo vennero trasportati da Atalanta lungo la via pubblica, e pare che, arrivata sui gradini del Duomo, ve li lasciò pronunciando solennemente: «Che questo sia l'ultimo sangue che scorre su Perugia». La figura della Vergine nel dipinto doveva quindi rispecchiare il dolore materno della donna.
La pala ebbe una lunga elaborazione, testimoniata da una straordinaria serie di disegni e studi in larga parte conservati: ben sedici oggi ripartiti tra l'Ashmolean Museum, il British Museum, il cabinet des Dessins e il Gabinetto dei Disegni e delle Stampe. Il soggetto venne gradualmente mutato dal Compianto sul Cristo morto al trasporto del Cristo morto, fondendo più spunti. All'unione di due cartoni diversi è attribuita la differenza proporzionale tra le figure al centro e a sinistra e quelle a destra.
L'opera venne collocata nella cappella della famiglia Baglioni nella chiesa di San Francesco al Prato, dove si trovava già da qualche anno la Pala degli Oddi, sempre di Raffaello.
Il successo della pala aprì le porte di Roma a Raffaello, che l'anno dopo venne chiamato da Giulio II.
Fino al 1608 la pala rimase nella chiesa, per essere segretamente portata a Roma con la compiacenza dei frati, su richiesta di Paolo V, il quale ne fece dono al nipote, il cardinale Scipione Borghese, che l'aveva ammirata durante i suoi studi universitari nel capoluogo umbro. Le proteste dei perugini non servirono ad altro che ad ottenere una copia di buona fattura del cavalier d'Arpino (oggi nel  Palazzo dei Priori a Perugia). Di una seconda copia, eseguita dal Lanfranco, non si ha più traccia. La disputa sulla proprietà venne risolta dal Papa mediante l'emanazione di un breve apostolico, con cui dichiarava la tavola "cosa privata" del nipote.
La predella e le altre tavole della pala rimasero a Perugia. La prima in particolare venne sottratta dai francesi nel 1797. Nel 1816 si riuscì a farla ritornare in Italia al legittimo possessore, in questo caso il papa, quale capo della Chiesa, ma come molte altre opere umbre e marchigiane di pregio Pio VII decise di tenerle nella Pinacoteca vaticana piuttosto che rimandarle nei luoghi di origine.
Più complesso è il discorso sulla cimasa con l'Eterno benedicente: quella che si conserva nella Galleria nazionale dell'Umbria, fedele a un disegno preparatorio del Sanzio, non è affine al suo stile, venendo riferita a un aiuto del maestro (Domenico Alfani?), se non a un copista più tardo. Una copia antica, già a Lucca, di dimensioni pertinenti, venne scoperta da Camesasca ed è più conforme ai canoni dello stile di Raffaello/Perugino.

## Descrizione santa mia
La pala è composta dai seguenti scomparti:
- Eterno e angeli (attr. Domenico Alfani), olio su tavola, 64,5x72 cm, Perugia, Galleria Nazionale dell'Umbria
- Deposizione Borghese, olio su tavola, 184x176 cm, Roma, Galleria Borghese
- Fede, olio su tavola, 16x44 cm, Roma, Pinacoteca vaticana
- Carità, olio su tavola, 16x44 cm, Roma, Pinacoteca vaticana
- Speranza, olio su tavola, 16x44 cm, Roma, Pinacoteca vaticana
- Frammento del fregio con Putti e grifi, tempera su tavola, 21x37 cm, Perugia, Galleria Nazionale dell'Umbria
- Frammento del fregio con Putti e grifi, tempera su tavola, 21x55 cm, Perugia, Galleria Nazionale dell'Umbria
- Frammento del fregio con Putti e grifi, tempera su tavola, 21x54,8 cm, Perugia, Galleria Nazionale dell'Umbria
- Frammento del fregio con Putti e grifi, tempera su tavola, 21x36,5 cm, Perugia, Galleria Nazionale dell'Umbria

## Possibile ricostruzione
|  |  |
|  |  |
|  |  |
|  |  |